# 金正恩著作研究会
金正恩著作研究会（きむじょんうんちょさくけんきゅうかい）は、朝鮮民主主義人民共和国および朝鮮労働党の指導者金正恩の著作を研究し、社会運動に活用する目的で結成された団体である。

## 概要
- 金正淑（金正日らの母で金正男らの祖母）生誕100周年にあたる2017年12月24日、大阪において「金正恩著作研究会結成集会」が開催された[1]。これはチュチェ思想の研究・普及活動をいっそう高い段階にひきあげ、日本の自主化を促進する目的で設立された[2]。

## 結成時の役員

### 顧問
- 家正治（金日成・金正日主義研究全国連絡会代表世話人）[2]
- 尾上健一（チュチェ思想国際研究所事務局長）[2]

### 共同代表
- 平良研一（沖縄大学名誉教授）[2]
- 小松清志（朝鮮の自主的平和統一を支持する松本市民会議会長）[2]
- 阿部ユポ（阿部一司）（北海道アイヌ協会理事）[2]
- 山崎彰（富山県平和運動センター議長）[2]
- 三上太一（金日成・金正日主義研究全国連絡会事務局長）[2]